# Championnat d'Iran d'échecs
Le championnat d'échecs d'Iran  est un championnat annuel d'échecs organisé tous les ans depuis 1956 par la Fédération iranienne des échecs. Il n'a toutefois pas eu lieu de 1977 à 1980, à cause de la révolution islamique, ni pendant les dix années suivantes, le jeu ayant été frappé d'anathème. Le championnat est à nouveau autorisé à partir de 1990.

## Gagnants du championnat masculin
Les dates sont données selon le calendrier occidental, puis le calendrier iranien.

### 1956 à 2000
| Édition Année | Édition Année                     | Année du calendrier iranien | Vainqueur                           |
| ------------- | --------------------------------- | --------------------------- | ----------------------------------- |
| 1             | 1955-1956                         | 1334                        | Yousof Safvat                       |
| 2             | 1956-1957                         | 1335                        | Yousof Safvat                       |
| 3             | 1957-1958                         | 1336                        | Yousof Safvat                       |
| 4             | 1958-1959                         | 1337                        | Houshang Mashian                    |
| 5             | 1959-1960                         | 1338                        | Yousof Safvat                       |
| 6             | 1960-1961                         | 1339                        | Robert Lalazarian                   |
| 7             | 1961-1962                         | 1340                        | Touraj Ebrahimi                     |
| 8             | 1962-1963                         | 1341                        | Morteza Hemmasian                   |
| 9             | 1963-1964                         | 1342                        | Mansour Jelveh                      |
| 10            | 1964-1965                         | 1343                        | Keikhosro Kahyaei                   |
| 11            | 1965-1966                         | 1344                        | Yousof Safvat                       |
| 12            | 1966-1967                         | 1345                        | Mohammad Hossein Farboud            |
| 13            | 1967-1968                         | 1346                        | Mohammad Hossein Farboud            |
| 14            | 1968-1969                         | 1347                        | Nasser Hemmasi                      |
| 15            | 1969-1970                         | 1348                        | Nasser Hemmasi et Morteza Hemmasian |
| 16            | 1970-1971                         | 1349                        | Nasser Hemmasi                      |
| 17            | 1971-1972                         | 1350                        | Khosro Harandi                      |
| 18            | 1972-1973                         | 1351                        | Kamran Shirazi                      |
| 19            | 1973-1974                         | 1352                        | Mehrshad Sharif                     |
| 20            | 1974-1975                         | 1353                        | Mehrshad Sharif                     |
| 21            | 1975-1976                         | 1354                        | Mehrshad Sharif                     |
| 22            | 1976-1977                         | 1355                        | Mehrshad Sharif                     |
| 23            | 1977-1978                         | 1356                        | Mehrshad Sharif                     |
|               |                                   |                             |                                     |
| 24            | 1979-1980                         | 1358                        | Mehrshad Sharif                     |
| 25            | 1980-1981                         | 1359                        | Mehrshad Sharif                     |
|               | Pas de championnat de 1982 à 1989 |                             |                                     |
| 26            | 1990-1991                         | 1369                        | Khosro Harandi                      |
| 27            | 1991-1992                         | 1370                        | Hadi Momeni                         |
| 28            | 1992-1993                         | 1371                        | Hossein Aryanejad                   |
| 29            | 1993-1994                         | 1372                        | Hadi Momeni                         |
| 30            | 1994-1995                         | 1373                        | Esmail Safarzadeh                   |
| 31            | 1995-1996                         | 1374                        | Hossein Aryanejad                   |
| 32            | 1996-1997                         | 1375                        | Mohammad Deljoo                     |
| 33            | 1997-1998                         | 1376                        | Ehsan Ghaem Maghami                 |
| 34            | 1998-1999                         | 1377                        | Ehsan Ghaem Maghami                 |
| 35            | 1999-2000                         | 1378                        | Hassan Abbassifar                   |
| 36            | 2000-2001                         | 1379                        | Eshan Ghaem Maghami                 |

### Depuis 2001
| Édition, date | Édition, date  | Année du calendrier iranien | Vainqueur                  |
| ------------- | -------------- | --------------------------- | -------------------------- |
| 37            | août 2001      | 1380                        | Elshan Moradiabadi[1]      |
| 38            | août 2002      | 1381                        | Ehsan Ghaem Maghami[2]     |
| 39            | septembre 2003 | 1382                        | Mohsen Ghorbani[3]         |
| 40            | août 2004      | 1383                        | Ehsan Ghaem Maghami[4]     |
| 41            | septembre 2005 | 1384                        | Morteza Mahjoub[5]         |
| 42            | décembre 2006  | 1385                        | Ehsan Ghaem Maghami[6]     |
| 43            | février 2008   | 1386                        | Ehsan Ghaem Maghami[7],[8] |
| 44            | mars 2009      | 1387                        | Morteza Mahjoub[9]         |
| 45            | mars 2010      | 1388                        | Ehsan Ghaem Maghami[10]    |
| 46            | janvier 2011   | 1389                        | Ehsan Ghaem Maghami[11]    |
| 47            | novembre 2011  | 1390                        | Ehsan Ghaem Maghami[12]    |
| 48            | décembre 2012  | 1391                        | Asghar Golizadeh[13]       |
| 49            | novembre 2013  | 1392                        | Ehsan Ghaem Maghami[14]    |
| 50            | janvier 2015   | 1393                        | Ehsan Ghaem Maghami[15]    |
| 51            | janvier 2016   | 1394                        | Alireza Firouzja[16],[17]  |
| 52            | mars 2017      | 1395                        | Parham Maghsoodloo[18]     |
| 53            | mars 2018      | 1396                        | Parham Maghsoodloo[19]     |
| 54            | février 2019   | 1397                        | Alireza Firouzja[20]       |
| 55            | janvier 2020   | 1398                        | Ehsan Ghaem Maghami[21]    |
| 56            | avril 2021     | 1399                        | Parham Maghsoodloo[22]     |
|               | juin 2022      | 1400                        | Bardiya Daneshvar[23]      |
|               | mai 2023       | 1401                        | Amirreza Pour Agha Bala    |

## Gagnantes du championnat féminin
Les femmes ont le droit de jouer aux échecs, dans un championnat créé à partir de l'année 2000-2001.
| Année     | Calendrier persan | Championne                |
| --------- | ----------------- | ------------------------- |
| 2000-2001 | 1379              | Shadi Paridar             |
| 2003-2004 | 1382              | Shadi Paridar             |
| 2004-2005 | 1383              | Shadi Paridar             |
| 2006-2007 | 1385              | Shadi Paridar             |
| 2007-2008 | 1386              | Atousa Pourkashiyan       |
| 2008-2009 | 1387              | Atousa Pourkashiyan       |
| 2009-2010 | 1388              | Atousa Pourkashiyan       |
| 2010-2011 | 1389              | Ghazal Hakimifard         |
| 2011-2012 | 1390              | Atousa Pourkashiyan       |
| 2012-2013 | 1391              | Mitra Hejazipour          |
| 2013-2014 | 1392              | Atousa Pourkashiyan       |
| 2014-2015 | 1393              | Atousa Pourkashiyan       |
| 2015-2016 | 1394              | Sarasadat Khademalsharieh |
| 2016-2017 | 1395              | Vesal Hamedi Nia          |
| 2017-2018 | 1396              | Mobina Alinasab           |
| 2018-2019 | 1397              | Anousha Mahdian           |
| 2019-2020 | 1398              | Anahita Zahedifar         |